# وستون (آیداهو)
وستون(به انگلیسی: Weston) شهری در شهرستان فرانکلین ایالت آیداهو است که جمعیت آن در سرشماری سال ۲۰۱۰ میلادی ۴۳۷ نفر بوده است.